# بخش میرپور خاص
بخش میرپور (سندی: میرپورخاص ڊویزن) یکی از بخش‌های پاکستان در ایالت سند بود که در اصلاحات انجام‌گرفته در سال ۲۰۰۰، ساختار بخش در پاکستان حذف گردید. اما در سال ۲۰۰۸ مجدداً بازگردانده شد. ناحیه‌های آن عبارت بودند از:
- ناحیه میرپور خاص
- ناحیه سانگهار
- ناحیه ترپارکر
- ناحیه عمرکوت